# Le Pays (1852 à 1869)
Pour les articles homonymes, voir Le Pays.
Ne doit pas être confondu avec Le Pays (journal montréalais publié de 1910 à 1921).
Le Pays, était un journal hebdomadaire québécois publié de 1852 à 1869. Apparu à Montréal, il défend les idées et opinions du parti rouge québécois. Étant un journal d'opinion hebdomadaire, il faisait la promotion de la démarcation et des idées de laïcité, de la séparation de l'état et de l'église. Aux idéologies démocratiques et libérales radicales, il parle aussi de la vie économique, commerciale et culturelle de la ville de Montréal au XIXe siècle.
Parmi les personnalités ayant participé au journal on note Louis-Antoine Dessaulles, Édouard Raymond Fabre, Arthur Buies, Louis Labrèche-Viger et Jacques-Alexis Plinguet. Ce journal aura publié 3472 numéros à l'issue de ses 17 ans d'existence.

## Histoire
Le journal Le Pays, voit son premier numéro paraitre le 15 janvier 1852. Fondé par Jacques-Alexis Plinguet et Édouard Raymond Fabre, respectivement imprimeur et libraire, ses premiers rédacteurs sont Louis Antoine Dessaulles et Louis Labrèche-Viger.
Alors président de l'Institut canadien de Montréal, Louis Antoine Dessaulles utilise le journal afin de véhiculer ses avis et idées sur la séparation de l'église et de l'état, et sur son opposition au projet de la Confédération canadienne. Ignace Bourget, évêque de Montréal, convaincu que l'opinion publique est fortement influencée par la presse écrite, face aux idées de Dessaulles partagées dans le journal, condamne les activités de l'Institut canadien de Montréal, et menace ses participants d'exil. Bourget favorise la mise en place et la rédaction d'une presse religieuse catholique afin de recréer une opinion publique générale et religieuse.
En 1862, l'évêque Bourget, décide d'écrire une série de sept lettres, destinées aux directeurs du Pays. Dans ces lettres, l'évêque accuse le journal d'être Anti-catholique car il ne suit pas les règles de l'Église, et anti-chrétien car il n'a pas de principes religieux. Aussi il dénonce les propos partagés dans ce dernier, et les qualifie d'immoraux, anti-sociaux et calomniateur du gouvernement pontifical. La rédaction de cette lettre, a duré du 12 février 1862 au 24 février de la même année, et avait pour but d'être publié dans le journal afin de prévenir ses lecteurs de leurs actes blasphématoires. Les directeurs et propriétaires du journal ne publieront jamais ces lettres, jugées accusatrices et imméritées.
À la suite de la confédération et des départs de Dessaulles et Aubin, le Pays cesse d'être un combattant libéral.

## Le parti des rouges
Le Parti rouge est un groupe idéologique et politique formé de libéraux doctrinaires et anticléricaux. Fondé entre 1847 et 1848, ce parti est influencé par les révolutions européennes de l'époque et défend voire pousse à la république et à la laïcité. Formé au Québec, il est le successeur du Parti canadien, et s'oppose aux bleus dont les idées sont conservatrices et appuyées par l'Église catholique romaine. Les rouges avaient comme lieu de ralliement, l'Institut canadien de Montréal, qui est un lieu de débat mais aussi une bibliothèque, fondée en 1848 par 200 libéraux. Défendant les mêmes idées et positions, ce journal était pour eux, une tribune pour leurs idées et leurs combats. 
Étant un journal du parti rouge, le Pays prône le libéralisme et s'oppose au projet de confédération, et comme son précurseur le journal L'avenir il prône le rattachement aux États-Unis. Les propos partagés dans le journal et ses prises de positions vont l'entrainer dans une importante guerre de plumes contre les journaux conservateurs et religieux alors existants, tels que La Minerve, Le Journal de Québec et L'Ordre. L'évêque de Montréal, Ignace Bourget, décide alors de fonder un journal religieux, et à la suite de cette décision apparait un journal religieux nommé Les Mélanges religieux.